# Hármashegy
A Hármashegy a Mecsek hegység harmadik legmagasabb hegye (603 méter), amely Hosszúhetény falu fölé magasodik. A Mecsek legmagasabb csúcsának, a Zengőnek a szomszédja. A Kelet-Mecsek Tájvédelmi Körzet része.

## Tulajdonságai
Nevét látványosan szabályos alakjáról kapta: három csúcsa van, amelyek közül a középső magasabb (604 m), a két szélső pedig valamivel alacsonyabb: az északi a Borzas-tető, mely 591 m magas, a délinek nincs neve, ez 577 méter magas. A róla készült fotók közt felismerhetők a 2010 nyara után készültek, hiszen akkor egy viharban megcsúszott a hegyoldal a középső és a Hosszúhetényből nézve jobb oldali csúcs közt, letépve a fák egy részét.
A Hármashegy déli oldala a Hegyelő, az északi oldal a Hegymöge, a közepe a Hegyköze. A középső csúcsra szerpentinút kanyarog fel, helyenként 20%-ot is meghaladó meredeken. Az út a radarállomáshoz vezet, civilek számára gépjárművel tilos a behajtás.
Hosszúhetény és a Hármashegy megközelíthető Pécs felől (illetve Pécsvárad felől) a 6-os főútról Hirdnél lekanyarodva, illetve Komló felől.
A Hármashegy és a Zengő nyúlványai közti szűk völgyben kanyargó úton, Hosszúhetény irányából érhető el a népszerű turistacélpont Püspökszentlászló.
A Hármashegyen is található bánáti bazsarózsa.

## A jégeső-elhárító radarközpont
1987-ben született meg a terv, hogy a Baranya megyei Rakétás Jégeső-elhárító Egység (BRJE) Tenkesen található radarja a Hármashegyre költözzön, míg a Tenkesen rádióátjátszó állomás települjön. A korábban a Tenkesen működő MRL-5 meteorológiai lokátort 1988-ban szerelték fel. Az állomás 2, egyenként 15 méter magas épületből áll. A szereléshez szovjet szakembereket is hívtak Gorkijból. A próbaüzem 1989 márciusában indult meg.
A rakétás jégelhárító rendszer hatékonyságával kapcsolatban már korábban is vita folyt többek között az Állami Biztosítóval. A rakétás rendszert 1990-ben leállították, ám a még meglévő rakétákat később is kilőtték. 1991-ben beindult az ezüst-jodidon alapuló talajgenerátoros jégeső-elhárítás, melynek továbbra is fontos tényezője maradt a hármashegyi lokátor.

## A NATO-radar

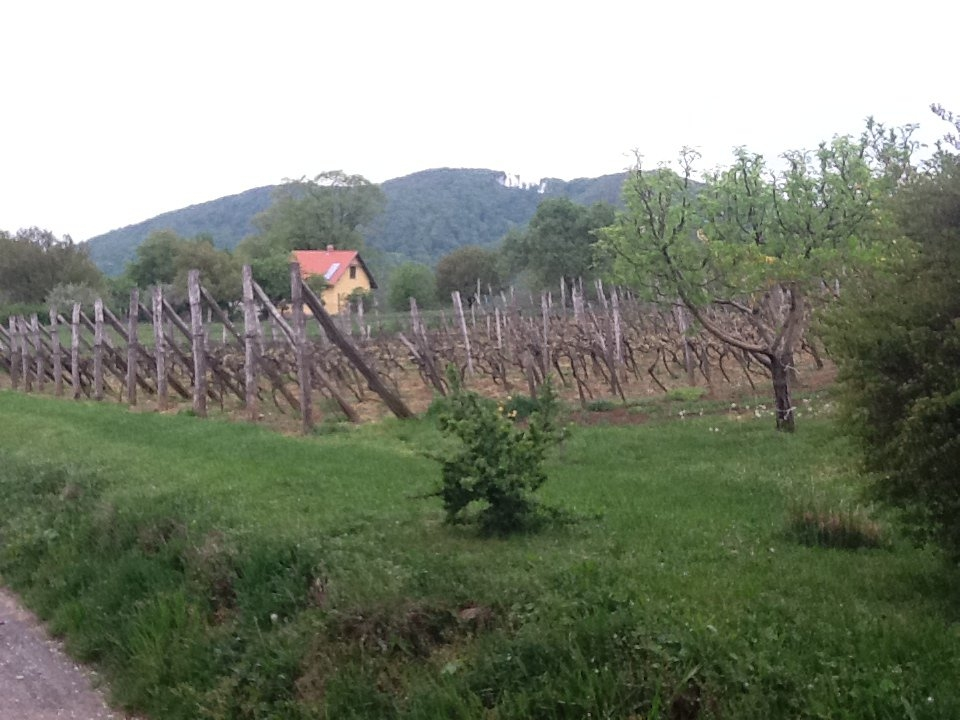
A Hármas a hosszúhetényi szőlőkből, 2011 április

2004-ben, amikor a helyiek és környezetvédők ellenállása meghiúsította a Zengőre tervezett NATO radar felépítését, a Hármashegy, a Siklós közelében lévő Tenkes, illetve később Mórágy merültek fel, mint lehetséges helyszínek, de a kormány végül a pécsi Tubes mellett döntött. A hosszúhetényiek és a környezetvédők a Hármashegyet is ellenezték, mint radarhelyszínt.
Ötletként azonban később is rendszeresen felmerült, hogy NATO-radarhelyszín lehetne, hiszen a meteorológiai radar miatt jelenleg is van aszfaltút és infrastruktúra is a hegyen, ráadásul az építési terület egy része a Honvédelmi Minisztérium tulajdona.
A NATO-radar végül Medinán épül meg.

## Címerben

A hármashalom Hosszúhetény címerében

A Hármashegy szerepel Hosszúhetény címerében, ami egybevág a magyar heraldika által hagyományosan kedvelt hármashalom ábrázolásokkal. A hármashalom a magyar államcímerben is megtalálható. E hármashalom ábrázolások azonban nincsenek összefüggésben a Hármasheggyel, hagyományosan a történelmi Magyarország három legmagasabb hegyét jelképezik.